# Horreur dans la ville
Pour plus de détails, voir Fiche technique et Distribution.
Horreur dans la ville (Silent Rage) est un film américain réalisé par Michael Miller, sorti en 1982.

## Synopsis
John Kirby, qui était soigné à l'hôpital pour de graves troubles psychiques, devient fou et tue deux voisins à la hache. Son médecin Tom Halman, accompagné du shérif Dan Stevens, tente de le raisonner; mais la police tire et John Kirby est ramené à l'hôpital. Le Dr Phillip Spires tente sur lui une expérience; il lui injecte un sérum qui lui permet une rapide régénération des cellules, ce qui le rend immortel. Mais John Kirby, qui est devenu un dangereux psychopathe, s'enfuit de l'hôpital et devient une machine à tuer. Le shérif Dan Stevens se met à sa poursuite.

## Fiche technique
- Titre français : Horreur dans la ville
- Titre original : Silent Rage
- Titre du DVD : Sherif Ranger
- Réalisation : Michael Miller
- Scénario : Joseph Fraley
- Musique : Peter Bernstein & Mark Goldenberg
- Photographie : Robert C. Jessup & Neil Roach
- Montage : Richard C. Meyer
- Production : Anthony B. Unger
- Sociétés de production : Columbia Pictures Corporation & Topkick Productions
- Société de distribution : Columbia Pictures
- Pays de production :  États-Unis
- Langue : Anglais
- Format : Couleur - Stéréo - 1.85:1
- Genre : Thriller, Policier, Horreur
- Durée : 100 min
- Budget : 4 500 000 $
  - États-Unis : 2 avril 1982
  - France : 9 mars 1983
- Interdit aux moins de 13 ans

## Distribution
- Chuck Norris (VF : Francis Lax) : Le shérif Dan Stevens
- Toni Kalem (VF : Maïk Darah) : Alison Halman
- Ron Silver (VF : Patrick Poivey) : Dr. Tom Halman
- Steven Keats : Dr. Phillip Spires
- Stephen Furst (VF : Jean-Loup Horwitz) : Charlie
- Brian Libby :  (VF: Richard Darbois) : John Kirby
- William Finley (VF : Marc François) : Dr. Paul Vaughn
- Stephanie Dunnam (VF : Isabelle Ganz) : Nancy Halman
- Jay De Plano (VF : Serge Lhorca) : Le chef des bikers
- Lillette Zoe Raley : La fille bikeuse tatouée
- Joe Farango (VF : Roger Rudel) : le médecin des urgences

## Anecdote
- Seconde collaboration entre l'acteur Stephen Furst et le réalisateur Michael Miller après Class Reunion tourné la même année.